# Xã Canton, Quận Benton, Iowa
Xã Canton (tiếng Anh: Canton Township) là một xã thuộc quận Benton, tiểu bang Iowa, Hoa Kỳ. Năm 2010, dân số của xã này là 883 người.